# Ferenc Seres
Ferenc Seres (Tiszakécske, Hungría, 3 de noviembre de 1945) es un deportista húngaro retirado especialista en lucha grecorromana donde llegó a ser medallista de bronce olímpico en Moscú 1980.

## Carrera deportiva
En los Juegos Olímpicos de 1980 celebrados en Moscú ganó la medalla de bronce en lucha grecorromana de pesos de hasta 48 kg, tras el luchador soviético Zhaqsylyq Üshkempirov (oro) y el rumano Constantin Alexandru (plata).